# جيمس ديرمان
جيمس ديرمان (بالإنجليزية: James Dearman)‏ (1808 - 3 سبتمبر 1854) هو لاعب كريكت بريطاني (وحمل سابقاً جنسية المملكة المتحدة لبريطانيا العظمى وأيرلندا).